# 陈赓雅
陈赓雅（1905年—1995年），一名陈庚雅，笔名任安、石英，男，云南蒙化人，中国新闻工作者、作家，曾任中华诗词学会顾问。